# David Gilliland
David Gilliland (* 1. April 1976 in Riverside, Kalifornien) ist ein US-amerikanischer Rennfahrer, der zuletzt den Ford Fusion mit der Startnummer 38 für Yates Racing im NASCAR Sprint Cup fuhr.

## Karriere

### Regionale NASCAR-Karriere
1996 begann Gilliland bei dem AutoZone West Series-Team seines Vaters zu arbeiten. 1999 gewann er eine Veranstaltung auf dem Perris Auto Speedway, einem Dirt-Track. 2000 begann er eine verkürzte Saison der NASCAR AutoZone West Series zu fahren.
2005 gewann er fünf Rennen in der NASCAR AutoZone Elite Division, Southwest Series. Er fuhr einen Chevrolet mit der Nummer 11 für Centrifugal Technologies. Insgesamt beendete er die Saison mit fünf Top-5-Resultaten sowie acht in den Top 10. In der Meisterschaft befand er sich zum Saisonende auf Platz sechs.
Die Saison 2004 fuhr er vollzeit mit dem Nummer-88-Chevrolet für MRG Motorsports. Sofern sich die Rennen terminlich nicht überschnitten fuhr er ebenfalls die Rennen in der damaligen NASCAR Grand National Division, West Series. In letzterer Serie gewann er erstmals auf dem Mesa Marin Raceway in seiner Heimatstadt. Nach Saisonende wurde ihm der Titel Rookie of the Year verliehen. In der AutoZone Elite Division konnte er in der gleichen Saison zwei Siege einfahren.

### Nationale NASCAR-Karriere
Seinen ersten Versuch in einem nationalen Rennen der NASCAR zu starten machte er in der NASCAR Craftsman Truck Series 2003 beim Las Vegas 350, jedoch konnte er sich nicht qualifizieren. Seinen ersten Start in der damaligen Busch Series absolvierte er Mitte 2005 auf dem Phoenix International Raceway. Gilliland startete von Position 28, auf Grund eines frühen Unfalls fiel er auf Platz 43 von 43 zurück. Später in der Saison fuhr er das zweite Rennen in Phoenix – mit dem gleichen Resultat. In der Craftsman Truck Series fuhr er für Billy Ballew Motorsports mit der Nummer 15 auf Platz 22. Das Rennen fand in Las Vegas statt.
2005 fuhr er in der Grand National Division und gewann den Toyota All-Star Showdown, da der reguläre Erstplatzierte wegen eines Regelverstoßes disqualifiziert wurde. Durch den Sieg erregte er vor allem Aufmerksamkeit bei Rennstallbesitzern der Busch Series und des damaligen Nextel Cups. 
2006 begann er in der Busch Series mit der Nummer 84 für Clay Andrews teilzeit zu fahren. Nach den vier ersten Saisonrennen feierte er auf dem Kentucky Speedway am 17. Juni seinen ersten Sieg. Damit war er der erste Fahrer der in der Saison ein Busch Series-Rennen gewann und kein Vollzeitfahrer im Nextel Cup war.

### Sprint Cup
Sein erstes Rennen im damaligen Nextel Cup fuhr er 2006 für CJM Racing auf dem Infineon Raceway. Mit der Nummer 72 verlor er während des Rennens einen Platz auf seine Startposition 31. Im August ersetzte er Elliott Sadler in dessen Fahrzeug. Auf dem Talladega Superspeedway startete er beim UAW Ford 500 von der Pole-Position. Die zweite Pole seiner Karriere heimste er sich beim Daytona 500 ein. In der Meisterschaft beendete er das Jahr auf Platz 28. 
2007 fuhr er in der Busch Series teilzeit für Rensi Motorsports. Mit Platz zehn in Daytona fuhr er sein bestes Rennen der Saison.
Am 22. Juni 2008 fuhr er beim Toyota/Save Mart 350 hinter Kyle Busch auf Platz zwei, was sein bis dato bestes Resultat im Sprint Cup ist.